# Chrysoperla sillemi
Chrysoperla sillemi är en insektsart som först beskrevs av Peter Esben-Petersen 1935. 
Chrysoperla sillemi ingår i släktet Chrysoperla och familjen guldögonsländor. Inga underarter finns listade i Catalogue of Life.